# Almere City FC
Almere City FC is een Nederlandse voetbalclub, opgericht op 14 september 2001, die sinds de zomer van 2005 betaald voetbal speelt. De Almeerse vereniging was onderdeel van de omnisportvereniging Omniworld. Tot en met het seizoen 2009/2010 speelde de club onder de naam FC Omniworld. Op 11 juni 2023 wist Almere City FC voor het eerst in haar bestaan te promoveren naar de Eredivisie, waaruit het na twee seizoenen weer degradeerde.

## Geschiedenis
| Geschiedenis naam en locatie | Geschiedenis naam en locatie | Geschiedenis naam en locatie |
| Jaar                         | Naam                         | Stad                         |
| ---------------------------- | ---------------------------- | ---------------------------- |
| 1959-1978                    | De Zwarte Schapen            | Amsterdam                    |
| 1978-1988                    | Argonaut-Zwarte Schapen      | Amsterdam                    |
| 1988-1992                    | FC De Sloterplas             | Amsterdam                    |
| 1996-2001                    | Sporting Flevoland           | Almere                       |
| 2001-2010                    | FC Omniworld                 | Almere                       |
| 2010                         | AFC Almere City              | Almere                       |
| 2010-heden                   | Almere City FC               | Almere                       |

### Van Amsterdam naar Almere
De oorsprong van Almere City FC begint in 1954 bij BVC Amsterdam (ook wel: Beroeps Voetbal Club Amsterdam, bijnaam De Zwarte Schapen). Deze club werd verkocht aan Dé Stoop. Dé Stoop liet de club in 1958 fuseren met DWS tot DWS/A (Door Wilskracht Sterk Amsterdam) en in 1962 als DWS ging spelen en later (in 1972 met Blauw Wit en in 1974 met De Volewijckers) tot FC Amsterdam zou fuseren. De supportersvereniging van het oude BVC Amsterdam richtte op 20 april 1959 een nieuwe club op: "De Zwarte Schapen". De club ging met investeringen van Kurt Vyth na vijf opeenvolgende promoties van de derde klasse van de afdeling Amsterdam naar de tweede klasse van de Koninklijke Nederlandse Voetbalbond (verder: KNVB), het dan op een na hoogste amateurniveau. Na het vertrek van de investeerder zakte de club langzaam af. In 1978 fuseerde de club met AVV Argonaut (opgericht in 1932) en ging verder als Argonaut-Zwarte Schapen (kortweg: A.Z.S.) spelen in Amsterdam. In 1986 won de club de KNVB beker voor amateurs. De club heette tussen 1988 en 1992 FC De Sloterplas. De club speelde op Sportpark Spieringhorn. Na een royement van een half jaar door de KNVB in 1993 had de club nog maar weinig leden over. Desondanks bleven de ambities onder voorzitter Richard Smith bijzonder hoog. Om die ambities te realiseren verhuisde de club in 1995 vanuit Amsterdam, vlak nadat voor het eerst in de historie de hoofdklasse werd bereikt, met trainer John Rep naar Almere. Na één jaar in Almere degradeerde de club in 1996, maar keerde een jaar later terug in de Hoofdklasse en de naam werd in 1997 veranderd in Sporting Flevoland.

### Omniworld (2001-2010)

#### Topsport in Almere
In het midden van de jaren 90 vatte de gemeente Almere het plan op om attractieve topsporten in de stad te bevorderen. Naast sporten als volleybal en basketbal wilde men een Betaald Voetbal Organisatie (BVO) in de stad hebben. Deze ambitie zou moeten passen bij de verwachting dat Almere naar schatting in het jaar 2015 ongeveer 250.000 inwoners zou hebben. De gedachte was dat bij een grote stad grootschalige voorzieningen horen; niet alleen op het gebied van gezondheid en cultuur, maar ook op het terrein van (top)sport. De ontwikkelingscombinatie Almada werd in het najaar van 1996 geselecteerd om samen met de gemeente de ambities in de sportmarkt uit te werken en te concretiseren. Ook werd er een stichting Omniworld Sport & Marketing opgericht in 1998. Om nauwer betrokken te zijn bij de realisatie van de plannen richtte de gemeente Almere in 1999 zelf de Naamloze Vennootschap Sportcomplex Almere (verder: NV Sportcomplex) op om uitwerking te geven aan de plannen diverse topsporten onder één dak te hebben en zodoende een omnisportvereniging op topsportniveau te realiseren. Vervolgens volgde de oprichting van Omniworld Sport BV in 2001, waarna de volleybaltak als eerste onder de vlag Omniworld opereerde op 12 september 2001. Twee dagen later volgden de voetbal-, basketbal-, zaalvoetbal- en handbaltak.
Nadat de verkiezingen van 2002 waarbij het tegen de oprichting van betaald voetbalorganisatie gerichte Leefbaar Almere de grootste raadsfractie werd en aan het College deelnam, werd de NV Sportcomplex ontmanteld. De Gemeente Almere distantieerde zich van de plannen voor een betaald voetbalorganisatie. Deze plannen mochten niet gerealiseerd worden met behulp van gemeenschapsgeld. In 2004 lukte het niet te voldoen aan de voorwaarden van het licentiereglement van de sectie betaald voetbal van de KNVB.

#### Toetreding tot het betaald voetbal
Vanuit de bedrijven Ruitenheer, Midreth en Kroonenberg kwamen financiële middelen om toch door te gaan met het verkrijgen van een licentie. Eind 2004 en begin 2005 voldeed FC Omniworld, op dat moment spelend in de Hoofdklasse amateurs, aan de eerste twee meetpunten voor het verkrijgen van de betaaldvoetballicentie. De bouwvergunning van de gemeente voor het stadion werd verkregen en FC Omniworld wordt dan toch een BVO.
In augustus 2005 is op het Fanny Blankers Koen-Sportpark het Mitsubishi Forklift-Stadion geopend, dat plaats bood aan ongeveer 3000 toeschouwers. Er werd tevens een extra toegangsweg gebouwd voor calamiteiten en het aantal parkeerplaatsen werd uitgebreid. Er kwam ook een eigen gebouw voor de BVO. Sinds augustus 2005 neemt de BVO FC Omniworld deel aan de competitie in de eerste divisie betaald voetbal, de Keuken Kampioen Divisie (toen nog de Gouden Gids Divisie geheten).
De eerste wedstrijd in het betaalde voetbal hoorde FC Omniworld thuis te spelen tegen BV Veendam. Na uitvoerig testen van de KNVB werd de (nieuwe) kunstgrasmat echter afgekeurd en de wedstrijd vlak voor de aftrap afgelast. FC Omniworld maakte dan ook pas een week later (op 19 augustus 2005) zijn debuut in de Gouden Gids Divisie en daarmee dus in het betaalde voetbal van Nederland. Deze wedstrijd verloor FC Omniworld met 2-0 van FC Eindhoven in het Jan Louwers Stadion.
De club sloot het eerste seizoen in het betaalde voetbal af als 19e, met 29 punten. Daarmee werd de doelstelling behaald. Ook in het tweede seizoen haalde de club de aan het begin van het seizoen zelf gestelde doelstelling. Toch was de uiteindelijke 16e plaats (met 41 wedstrijdpunten) ietwat teleurstellend. Aan het einde van het seizoen werd een aantal nederlagen op rij geleden, terwijl de club rond de winterstop als middenmoter meedraaide.

### Almere City FC (2010-heden)
Ingaande het seizoen 2010/11 heeft de club zijn naam veranderd in Almere City FC, waarmee afstand genomen werd van het mislukte verleden van de omnisportvereniging. Op 16 november 2010 maakte de club uit Flevoland bekend dat Kroonenberg Groep voor de volledige aandeelhouder is geworden, het bedrijf was al eigenaar van het stadion.
In het seizoen 2010/11 eindigde Almere City FC als achttiende en laatste in de Eerste divisie. Omdat FC Oss de Topklasse Zondag wist te winnen en aangaf te willen promoveren, zou Almere City FC uit het profvoetbal degraderen. Doordat op 8 juni 2011 RBC Roosendaal failliet werd verklaard, besloot de KNVB een week later om Almere City FC de opengevallen plaats te gunnen.

#### Eerste periodetitel
Almere City verzamelde in de tiende tot en met de achttiende speelronde van het seizoen 2014/15 drieëntwintig punten en eindigde daarmee als tweede in het klassement over de tweede periode. Doordat de nummer één in diezelfde stand, N.E.C., de eerste periode al achter zijn naam had geschreven, won Almere City hiermee voor het eerst in de historie van de club een periodetitel. Door de titel mocht de club voor het eerst meedoen aan de play-offs, maar dat leverde geen promotie op naar de Eredivisie. In hetzelfde seizoen schakelde Almere City eredivisionist ADO Den Haag uit in het KNVB-Bekertoernooi (na strafschoppen) in de 2e ronde. In de 3e ronde werd er verloren van de latere landskampioen PSV (1-5).

#### Dicht bij de Eredivisie
Almere City FC stelde in het seizoen 2017/18 pas in de laatste wedstrijd van het seizoen de play-offs om promotie naar de Eredivisie veilig. In de play-offs versloeg Almere City FC in de eerste ronde MVV Maastricht met 1-3 en 3-2. In de halve finale schakelde het eredivisionist Roda JC Kerkrade uit, in Almere werd het 0-0 en in Kerkrade wonnen de Almeerders met 1-2 waardoor ze in de finale kwamen. De laatste horde moest worden genomen tegen De Graafschap. In Almere stond Almere City FC tot de 89e minuut 1-0 voor maar na een rode kaart van Tom Overtoom en een benutte strafschop van ex-Almere City FC-speler Fabian Serrarens werd het 1-1 in het Yanmar Stadion. In Doetinchem kwamen de Almeerders ook op 0-1 maar de Graafschap boog de achterstand om naar een 2-1 overwinning, waardoor de superboeren in het seizoen 2018/19 uitkwamen in de Eredivisie.
Vanaf het seizoen 2018/19 voetbalt Almere City FC op echt gras, na dertien jaar betaald voetbal nam het als eerste club in het betaald voetbal afscheid van zijn kunstgrasveld om over te gaan op natuurgras.
Tijdens het coronaseizoen 2020/21 vierde de club het einde van het prestigieuze vijfjarenplan met een recordseizoen. Het team kwam tot een recordaantal van 75 punten en wist bovendien 75 keer het net te vinden. De vierde plaats in de eindrangschikking was een historische prestatie. Tot de beoogde promotie kwam het echter niet. In de play-offs werd de ploeg van interim-trainer Jeroen Rijsdijk in de eerste ronde uitgeschakeld door N.E.C. Nijmegen (0-4). Spits Thomas Verheydt manifesteerde zich als recordhouder, door als eerste spits uit de geschiedenis van de club 20 doelpunten in één seizoen te maken. Hij verbeterde hiermee het oude clubrecord dat op naam stond van clublegende Vincent Janssen. De goede reeks werd echter niet doorgezet. De club beleefde een teleurstellend seizoen 2021/22, Almere City FC kwam niet verder dan de veertiende plaats.

#### Promotie naar de Eredivisie
Seizoen 2022/23 was echter wel weer succesvol. Almere City FC met Alex Pastoor als hoofdtrainer behaalde de derde plaats in de Eerste divisie, een nieuw hoogtepunt in de clubgeschiedenis, waarmee het zich kwalificeerde voor deelname aan de nacompetitie. In de eerste ronde werd FC Eindhoven verslagen, waarna ze het in de halve finale opnamen tegen VVV-Venlo. De uitwedstrijd in Venlo werd een gelijkspel (1-1). De thuiswedstrijd in Almere werd opnieuw 1-1, en na een doelpuntloze verlenging werd de strafschoppenreeks met 2-0 gewonnen. Daarmee plaatste de club zich voor de tweede keer in de clubgeschiedenis voor de finale van de play-offs. Hierin was FC Emmen de tegenstander. In de heenwedstrijd won Almere City thuis met 2-0. De terugwedstrijd werd uit met 1-2 gewonnen, hiermee dwong Almere City promotie af en wist het zich voor het eerst in de clubgeschiedenis te plaatsen voor de Eredivisie. Almere City werd daarmee de zesenvijftigste club die toetrad tot de Eredivisie en de eerste uit Flevoland.

#### Debuut in de Eredivisie
Almere begon het Eredivisieavontuur met vier nederlagen. Het eerste Eredivisiedoelpunt werd gemaakt door Danny Post in de eerste thuiswedstrijd tegen FC Twente. In de vijfde speelronde pakte Almere City het eerste punt in de Eredivisie na een 0-0 gelijkspel in een uitwedstrijd tegen Excelsior. De eerste overwinning volgde op 30 september 2023 in speelronde zeven met een 0-2 zege bij FC Utrecht. Een week later, op 7 oktober 2023 volgde de eerste overwinning in eigen huis. Thuis werd met 1-0 gewonnen van RKC Waalwijk. Almere verzekerde zich twee speelronden voor het einde van de competitie van handhaving in de eredivisie en eindigde op de dertiende plaats met vijf punten voorsprong op de onderste drie plaatsen. De club komt daardoor ook in het seizoen 2024/25 op het hoogste niveau uit. Alex Pastoor besloot om na dit seizoen te stoppen als hoofdtrainer van Almere City, hij is opgevolgd door Hedwiges Maduro, die eerder al assistent van Pastoor was bij de club.

#### Terug naar de Eerste divisie
Het tweede seizoen in de Eredivisie begon moeizaam voor Almere City FC, hoofdtrainer Maduro werd na zestien speelrondes ontslagen. De club stond op dat moment na zes nederlagen op rij laatste in de Eredivisie met acht punten achterstand op de veilige vijftiende plaats. Assistent-trainer Anoush Dastgir nam tot de winterstop de taak van hoofdtrainer ad interim op zich. Op 3 januari 2025 werd Jeroen Rijsdijk als nieuwe hoofdtrainer aangesteld. Ook onder Rijsdijk lukte het Almere City FC niet om van de degradatieplaatsen weg te komen en één speelronde voor het einde viel het doek, Almere eindigde als laatste, waardoor de club na twee seizoenen op het hoogste niveau weer in de Eerste divisie zal gaan spelen.

## Clubcultuur

### Tenue
Sinds de naamwijziging naar Almere City FC speelt de club doorgaans met een volledig rood thuistenue. Het uittenue is vaak voorzien van blauwtinten. In het seizoen 2022/23 presenteerde de club een speciaal thuistenue waarvan de kleuren en het patroon komen van het wapen van Almere. De uitkleuren van het seizoen 2022/23 hebben hetzelfde gerende patroon, maar zijn in wat in de heraldiek heet de rijkskleuren. Het uittenue van het seizoen 2023/24 is het shirt dat in het seizoen ervoor in de bekerwedstrijden werd gedragen. Het tenue is een hommage aan de oud speler Jergé Hoefdraad, die in 2021 door een schietpartij om het leven kwam. Het tenue is een verwijzing naar een van de tenues waar Hoefdraad in speelde (seizoen 2010/11). Naast het standaard uittenue onthulde Almere City in seizoen 2023/24 een derde geheel groen tenue voor de uitwedstrijden tegen de traditionele top drie. In het seizoen 2024/25 werd het thuistenue weer volledig rood met een smalle verticale wit/zwarte baan op het shirt. Het uitshirt kreeg de tegenovergestelde kleur van rood, namelijk turquoise.

### Logo
In 2011 is het logo met de schapenkop vervangen door het rode logo met in een cirkel de tekst 'Almere City Football Club'. In de cirkel staat de kop van een kiekendief. De kiekendief is het symbool van de provincie Flevoland.

### Mascotte
Sinds de zomer van 2018 is Ally de Aap de mascotte van Almere City FC. De naam 'Ally' is de naam van de stad Almere in straattaal.

### Muziek
De goaltune is het nummer Laat de zon in je hart in de uitvoering van René Schuurmans. De Almeerse zanger Mits Mitchell schreef ter gelegenheid van de finale van de play-offs van seizoen 2022/23 het nummer 'Wij leven voor City'. Dit nummer wordt sinds seizoen 2023/24 voorafgaand aan elke thuiswedstrijd gespeeld.

## Organisatie
Bijgewerkt tot 23 april 2025
| Eigenaar           |                    |                           |      |
| Vlag van Nederland | Lesley Bamberger   | Eigenaar                  | 2010 |
| Management team    |                    |                           |      |
| Vlag van Nederland | John Bes           | Algemeen Directeur        | 2016 |
| Vlag van Nederland | Chiel Dekker       | Technisch Manager         | 2025 |
| Vlag van Nederland | Dirk van der Pool  | Operationeel Manager      | 2014 |
| Vlag van Nederland | Wouter Griekspoor  | Commercieel Directeur     | 2017 |
| Vlag van Nederland | Christian Wiedeman | Manager Almere & the City | 2023 |
| Jeugdopleiding     |                    |                           |      |
| Vlag van Nederland | Robin Sack         | Hoofd Jeugdopleiding      | 2023 |
| Vlag van Nederland | Benno Nihom        | Manager Jeugdopleiding    | 2024 |

## Eerste elftal

### Selectie
Bijgewerkt tot 20 augustus 2025
| Nr.           | Nat.                | Naam                          | Contract | Vorige club      |
| ------------- | ------------------- | ----------------------------- | -------- | ---------------- |
| Keepers       |                     |                               |          |                  |
| 1             | Vlag van Oostenrijk | Jonas Wendlinger              | 2026     | SV Ried          |
| 12            | Vlag van Nederland  | Tristan Kuijsten              | 2028     | Jong AZ          |
| 30            | Vlag van Nederland  | Joël van der Wilt             | 2026     | FC Volendam      |
| Verdedigers   |                     |                               |          |                  |
| 2             | Vlag van Nederland  | Boyd Reith                    | huur     | Sparta Rotterdam |
| 3             | Vlag van Nederland  | Joey Jacobs                   | 2027     | Jong AZ          |
| 4             | Vlag van Engeland   | James Lawrence                | 2027     | FC Nürnberg      |
| 5             | Vlag van Nederland  | Teun Bijleveld                | 2028     | US Triestina     |
| 15            | Vlag van Nederland  | Misha Engel                   | 2028     | Jong AZ          |
| 22            | Vlag van Frankrijk  | Théo Barbet                   | 2026     | NK Lokomotiva    |
| 25            | Vlag van Nederland  | Amoah Sam                     | 2026     | Eigen jeugd      |
| 26            | Vlag van Nederland  | Twan van der Zeeuw            | 2026     | Eigen jeugd      |
| 27            | Vlag van Nederland  | Jaden Pinas                   | 2026     | Eigen jeugd      |
| Middenvelders |                     |                               |          |                  |
| 6             | Vlag van Nederland  | Enzo Cornelisse               | 2028     | Vitesse          |
| 8             | Vlag van Nederland  | Jochem Ritmeester van de Kamp | 2027     | Eigen jeugd      |
| 19            | Vlag van Nederland  | Olivier de Nijs               | 2026     | Eigen jeugd      |
| 20            | Vlag van Nederland  | Job Kalisvaart                | 2028     | Jong AZ          |
| 21            | Vlag van Nederland  | Hamza el Dahri                | 2028     | Sparta Rotterdam |
| 23            | Vlag van Nederland  | Jamie Jacobs                  | 2027     | FC Volendam      |
| 24            | Vlag van Nederland  | Guus Beaumont                 | 2026     | Eigen jeugd      |
| Aanvallers    |                     |                               |          |                  |
| 7             | Vlag van Nederland  | Byron Burgering               | 2028     | FC Den Bosch     |
| 9             | Vlag van Frankrijk  | Thomas Robinet                | 2027     | KV Oostende      |
| 10            | Vlag van Nederland  | Julian Rijkhoff               | huur     | Ajax             |
| 11            | Vlag van Frankrijk  | Junior Kadile                 | 2027     | Stade Lavallois  |
| 14            | Vlag van Nederland  | Ferdy Druijf                  | 2026     | Rapid Wien       |
| 17            | Vlag van Nederland  | Emmanuel Poku                 | 2025     | Eigen jeugd      |
| 28            | Vlag van Frankrijk  | Ruben Providence              | 2027     | TSV Hartberg     |

### Staf
| Nat.               | Naam             | Functie                  | Sinds | Contract | Vorige club         |
| ------------------ | ---------------- | ------------------------ | ----- | -------- | ------------------- |
| Technische staf    |                  |                          |       |          |                     |
| Vlag van Nederland | Jeroen Rijsdijk  | hoofdtrainer             | 2025  | 2026     | Sparta Rotterdam    |
| Vlag van Marokko   | Nourdin Boukhari | Assistent-trainer        | 2025  | 2026     | Sparta Rotterdam    |
| Vlag van Nederland | Danny Schenkel   | Assistent-trainer        | 2025  | 2026     | Jong Almere City FC |
| Vlag van Nederland | Dennis Smit      | Keeperstrainer           | 2025  | 2027     | FC Den Bosch        |
| Medische staf      |                  |                          |       |          |                     |
| Vlag van Nederland | Ted van Iersel   | Teamarts                 |       |          |                     |
| Vlag van Nederland | Bas Buimer       | Performance manager      | 2020  |          |                     |
| Vlag van Nederland | Lucas Posthuma   | Performance coach        |       |          |                     |
| Vlag van Nederland | Darsenio Biezen  | Fysiotherapeut/verzorger |       |          |                     |
| Vlag van Nederland | Stijl Jolie      | Fysiotherapeut/verzorger |       |          |                     |
| Analyse staf       |                  |                          |       |          |                     |
| Vlag van Nederland | Max Buis         | Video-analist            |       | 2023     |                     |
| Overige staf       |                  |                          |       |          |                     |
| Vlag van Nederland | Jasper Meeder    | Teammanager              |       | 2022     |                     |
| Vlag van Nederland | Harry van Gent   | Materiaalman             |       |          |                     |
| Vlag van Nederland | Herman Koster    | Materiaalman             |       |          |                     |

Bijgewerkt tot 4 augustus 2025

## Overige elftallen

### Jeugdafdeling

#### Jong Almere City FC / Almere City onder 21
Jong Almere City trad in het seizoen 2016/2017 toe tot de voetbalpiramide en ging spelen in de Derde Divisie. In 2018 promoveerde de ploeg naar de Tweede Divisie, waaruit het na één seizoen weer degradeerde. Vanaf het seizoen 2020/21 werd het aantal 'Jong-elftallen' in de voetbalpiramide teruggebracht naar 6 teams en speelde het hoogste jeugdelftal in de eerste divisie van de nieuwe Onder-21 competitie. Dit betekende het einde van Jong Almere City FC, dat in het seizoen 2019/20 nog uitkwam in de derde divisie, maar dus werd teruggezet naar de Onder-21 competitie. Onder leiding van trainer Hedwiges Maduro behaalde Almere City onder 21 (verder: Almere City O21) het algeheel landskampioenschap tegen Feyenoord onder 21. Hierdoor mocht het team strijden voor directe promotie naar de tweede divisie tegen Jong FC Volendam. Na een 1-0 thuiswinst ging de uitwedstrijd met 3-0 verloren, waardoor het team promotie misliep. In het seizoen 2022/23 werd het team wederom algeheel landskampioen. Onder leiding van trainer Anoush Dastgir behaalde het team directe promotie naar de Tweede divisie voor het seizoen 2023/24. Met ingang van het seizoen 2023/24 was er dus weer een Jong Almere City FC team. In dit seizoen eindigde het team op de achtste plaats, waardoor het zich voor het eerst handhaafde in de Tweede divisie. Ook in het seizoen 2024/25 handhaafde dit team zich in de Tweede divisie, door als hoogste onder 21 ploeg te eindigen.

#### Andere jeugdelftallen
Naast het Jong Almere City FC heeft Almere City FC in het seizoen 2024/25 een O21-, O19-, O17-, O16- en een O14-elftal. Het O19-elftal (voorheen A-junioren) speelde in de seizoenen 2007/08 en 2019/20 in de A-junioren Eredivisie.

### Amateurs
Bij de invoering van het profvoetbal bleef de amateurtak van Omniworld in de Hoofdklasse spelen. In 2010 degradeerde de amateurtak uit de Hoofdklasse. De eveneens in Almere City FC omgedoopte amateurs vroegen in februari 2011 uitstel van betaling aan maar konden het seizoen in de eerste klasse uitspelen. Op 1 juni 2011 werd het faillissement van de amateurtak uitgesproken. Op 23 mei 2011 werd vanuit de gelederen van de oude club een nieuwe vereniging opgericht onder de naam Sporting Almere die op het laagste amateurniveau moest beginnen.

## Overzichtslijsten

### Eindklasseringen 1963-2005 (amateurniveau)
- 1963 1e
Vierde klasse
- 1964 1e
Derde klasse
- 1965 2e
Tweede klasse
- 1966 11e
Tweede klasse
- 1967 3e
Derde klasse
- 1968 4e
Derde klasse
- 1969 3e
Derde klasse
- 1970 9e
Derde klasse
- 1971 8e
Derde klasse
- 1972 10e
Derde klasse
- 1973 14e
Derde klasse
- 1974 8e
Vierde klasse
- 1975 9e
Vierde klasse
- 1976 4e
Vierde klasse
- 1977 10e
Vierde klasse
- 1978 5e
Vierde klasse
- 1979 12e
Vierde klasse
- 1980
Vierde klasse
- 1981 1e
Eerste klasse AVB
- 1982 1e
Hoofdklasse AVB
- 1983 1e
Vierde klasse
- 1984 1e
Derde klasse
- 1985 1e
Tweede klasse
- 1986 10e
Eerste klasse
- 1987 5e
Eerste klasse
- 1988 12e
Eerste klasse
- 1989 1e
Tweede klasse
- 1990 6e
Eerste klasse
- 1991 3e
Eerste klasse
- 1992 4e
Eerste klasse
- 1993 6e
Eerste klasse
- 1994 2e
Eerste klasse
- 1995 1e
Eerste klasse
- 1996 13e
Hoofdklasse
- 1997 1e
Eerste klasse
- 1998 9e
Hoofdklasse
- 1999 7e
Hoofdklasse
- 2000 9e
Hoofdklasse
- 2001 5e
Hoofdklasse
- 2002 9e
Hoofdklasse
- 2003 3e
Hoofdklasse
- 2004 4e
Hoofdklasse
- 2005 5e
Hoofdklasse

In elke staaf van de grafiek staat van boven naar beneden vermeld: 
- Eindnotering

Dit is de positie die de club heeft bereikt in de competitie, zonder eventuele beslissings-, play-off- of nacompetitiewedstrijden die nodig zijn geweest om bijvoorbeeld de kampioen van de competitie te bepalen.
Indien een * achter het getal staat is de notering een tussenstand en kan het zijn dat de notering niet overeenkomt met de uiteindelijke eindstand van de competitie.
Staat er een - dan is het seizoen nog bezig en is er geen definitieve uitslag bekend.
Staat er xx op de positie van de notering, dan heeft de club vroegtijdig de competitie verlaten. Dit kan onder andere komen door terugtrekking van het team, faillissement van de club of door een uitgedeelde straf van de KNVB. In veel gevallen staat elders in het artikel de reden vermeld.
Staat er een ? dan is het resultaat uit het verleden onbekend, en is alleen de competitie of het niveau bekend van dat seizoen.
In de seizoenen 2019/20 en 2020/21 werd wegens de coronacrisis het amateurvoetbal afgebroken. Daardoor kennen deze staven geen eindklassering (middels -- weergegeven).
- Competitieniveau en afdelingsletter of Officiële eindstand Eredivisie
  - Competitieniveau en afdelingsletter

Hierbij geeft het getal het niveau weer, dat ook terug te vinden is in de legenda. De letter is de afdelingsaanduiding en wordt gebruikt wanneer er meer afdelingen zijn op hetzelfde niveau. De afdelingsletter is altijd een hoofdletter en wordt meestal zonder nummer gebruikt.
Voorbeeld: 2F is niveau 2e klasse competitie F.
Het competitieniveau en nummer wordt niet vermeld wanneer er slechts één competitie van dit niveau was.
  - Officiële eindstand Eredivisie (getal staat tussen haakjes vermeld)

Sinds de introductie van play-offwedstrijden voor Europees voetbal na afloop van de reguliere competitie in 2005/06, is de KNVB verplicht een eindstand van de Eredivisie door te geven aan de UEFA aan de hand van deze play-offwedstrijden.
Bij deze eindstand staan clubs die zich hebben gekwalificeerd voor Europees voetbal hoger dan clubs die zich niet wisten te kwalificeren. Indien er geen verschil was tussen de eindnotering en de officiële eindstand, staat dit getal niet vermeld.

- Onderafdeling

Hier staat afgekort de naam van de onderafdeling indien de club in dat jaar in een onderafdeling uitkwam. Tevens staat deze afkorting in de legenda en wordt gelinkt naar het artikel over deze onderafdeling. Deze afkorting wordt alleen vermeld wanneer de club in het verleden in verschillende onderafdelingen heeft gespeeld. Deze vermelding is in de staaf altijd in kleine letters. Deze onderafdelingen zijn na het seizoen 1995/96 afgeschaft. Heeft de club in slechts één onderafdeling gespeeld, dan is dit alleen terug te vinden in de legenda.
Onder de staaf staat het jaartal vermeld waarin het seizoen is afgesloten. 15 verwijst naar het seizoen 2014/15 of eventueel het seizoen 1914/15.
Wanneer een staaf leeg is, zijn deze gegevens niet bekend. Het kan ook zijn dat de club dat seizoen niet heeft meegespeeld op het hogere amateurniveau, vroegtijdig de competitie heeft verlaten of uit de competitie is gezet.

In het seizoen 1944/45 was er wegens de Tweede Wereldoorlog geen regulier competitievoetbal.
- Hoofdklasse
- Eerste klasse
- Tweede klasse
- Derde klasse
- Vierde klasse
- Hoofdklasse AVB
- Eerste klasse AVB

### Eindklasseringen 2006-heden (profniveau)
- 2006 19e
Eerste divisie
- 2007 16e
Eerste divisie
- 2008 13e
Eerste divisie
- 2009 20e
Eerste divisie
- 2010 14e
Eerste divisie
- 2011 18e
Eerste divisie
- 2012 13e
Eerste divisie
- 2013 13e
Eerste divisie
- 2014 18e
Eerste divisie
- 2015 10e
Eerste divisie
- 2016 8e
Eerste divisie
- 2017 8e
Eerste divisie
- 2018 9e
Eerste divisie
- 2019 7e
Eerste divisie
- 2020 9e
Eerste divisie
- 2021 4e
Eerste divisie
- 2022 14e
Eerste divisie
- 2023 3e
Eerste divisie
- 2024 13e
Eredivisie
- 2025 18e
Eredivisie

In elke staaf van de grafiek staat van boven naar beneden vermeld: 
- Eindnotering

Dit is de positie die de club heeft bereikt in de competitie, zonder eventuele beslissings-, play-off- of nacompetitiewedstrijden die nodig zijn geweest om bijvoorbeeld de kampioen van de competitie te bepalen.
Indien een * achter het getal staat is de notering een tussenstand en kan het zijn dat de notering niet overeenkomt met de uiteindelijke eindstand van de competitie.
Staat er een - dan is het seizoen nog bezig en is er geen definitieve uitslag bekend.
Staat er xx op de positie van de notering, dan heeft de club vroegtijdig de competitie verlaten. Dit kan onder andere komen door terugtrekking van het team, faillissement van de club of door een uitgedeelde straf van de KNVB. In veel gevallen staat elders in het artikel de reden vermeld.
Staat er een ? dan is het resultaat uit het verleden onbekend, en is alleen de competitie of het niveau bekend van dat seizoen.
In de seizoenen 2019/20 en 2020/21 werd wegens de coronacrisis het amateurvoetbal afgebroken. Daardoor kennen deze staven geen eindklassering (middels -- weergegeven).
- Competitieniveau en afdelingsletter of Officiële eindstand Eredivisie
  - Competitieniveau en afdelingsletter

Hierbij geeft het getal het niveau weer, dat ook terug te vinden is in de legenda. De letter is de afdelingsaanduiding en wordt gebruikt wanneer er meer afdelingen zijn op hetzelfde niveau. De afdelingsletter is altijd een hoofdletter en wordt meestal zonder nummer gebruikt.
Voorbeeld: 2F is niveau 2e klasse competitie F.
Het competitieniveau en nummer wordt niet vermeld wanneer er slechts één competitie van dit niveau was.
  - Officiële eindstand Eredivisie (getal staat tussen haakjes vermeld)

Sinds de introductie van play-offwedstrijden voor Europees voetbal na afloop van de reguliere competitie in 2005/06, is de KNVB verplicht een eindstand van de Eredivisie door te geven aan de UEFA aan de hand van deze play-offwedstrijden.
Bij deze eindstand staan clubs die zich hebben gekwalificeerd voor Europees voetbal hoger dan clubs die zich niet wisten te kwalificeren. Indien er geen verschil was tussen de eindnotering en de officiële eindstand, staat dit getal niet vermeld.

- Onderafdeling

Hier staat afgekort de naam van de onderafdeling indien de club in dat jaar in een onderafdeling uitkwam. Tevens staat deze afkorting in de legenda en wordt gelinkt naar het artikel over deze onderafdeling. Deze afkorting wordt alleen vermeld wanneer de club in het verleden in verschillende onderafdelingen heeft gespeeld. Deze vermelding is in de staaf altijd in kleine letters. Deze onderafdelingen zijn na het seizoen 1995/96 afgeschaft. Heeft de club in slechts één onderafdeling gespeeld, dan is dit alleen terug te vinden in de legenda.
Onder de staaf staat het jaartal vermeld waarin het seizoen is afgesloten. 15 verwijst naar het seizoen 2014/15 of eventueel het seizoen 1914/15.
Wanneer een staaf leeg is, zijn deze gegevens niet bekend. Het kan ook zijn dat de club dat seizoen niet heeft meegespeeld op het hogere amateurniveau, vroegtijdig de competitie heeft verlaten of uit de competitie is gezet.

In het seizoen 1944/45 was er wegens de Tweede Wereldoorlog geen regulier competitievoetbal.
- Eredivisie
- Eerste divisie

### Seizoensoverzichten
| Resultaten van Almere City FC sinds de toetreding in het betaald voetbal in 2005 | Resultaten van Almere City FC sinds de toetreding in het betaald voetbal in 2005 | Resultaten van Almere City FC sinds de toetreding in het betaald voetbal in 2005 | Resultaten van Almere City FC sinds de toetreding in het betaald voetbal in 2005 | Resultaten van Almere City FC sinds de toetreding in het betaald voetbal in 2005 | Resultaten van Almere City FC sinds de toetreding in het betaald voetbal in 2005 | Resultaten van Almere City FC sinds de toetreding in het betaald voetbal in 2005 | Resultaten van Almere City FC sinds de toetreding in het betaald voetbal in 2005 | Resultaten van Almere City FC sinds de toetreding in het betaald voetbal in 2005 | Resultaten van Almere City FC sinds de toetreding in het betaald voetbal in 2005 | Resultaten van Almere City FC sinds de toetreding in het betaald voetbal in 2005 | Resultaten van Almere City FC sinds de toetreding in het betaald voetbal in 2005 | Resultaten van Almere City FC sinds de toetreding in het betaald voetbal in 2005                                  |
| Seizoen                                                                          | Competitie                                                                       | Competitie                                                                       | Competitie                                                                       | Competitie                                                                       | Competitie                                                                       | Competitie                                                                       | Competitie                                                                       | Competitie                                                                       | Competitie                                                                       | Kwalificatie                                                                     | KNVB beker                                                                       | Bijzonderheid |
| Seizoen                                                                          | Divisie                                                                          | GW                                                                               | W                                                                                | G                                                                                | V                                                                                | PNT                                                                              | DV                                                                               | DT                                                                               | POS                                                                              | Kwalificatie                                                                     | KNVB beker                                                                       | Bijzonderheid |
| -------------------------------------------------------------------------------- | -------------------------------------------------------------------------------- | -------------------------------------------------------------------------------- | -------------------------------------------------------------------------------- | -------------------------------------------------------------------------------- | -------------------------------------------------------------------------------- | -------------------------------------------------------------------------------- | -------------------------------------------------------------------------------- | -------------------------------------------------------------------------------- | -------------------------------------------------------------------------------- | -------------------------------------------------------------------------------- | -------------------------------------------------------------------------------- | --- |
| 2005/06                                                                          | Eerste divisie                                                                   | 38                                                                               | 7                                                                                | 8                                                                                | 23                                                                               | 29                                                                               | 50                                                                               | 87                                                                               | 19e                                                                              | –                                                                                | 2e ronde                                                                         | FC Omniworld treedt toe tot het betaald voetbal                                                                   |
| 2006/07                                                                          | Eerste divisie                                                                   | 38                                                                               | 11                                                                               | 8                                                                                | 19                                                                               | 41                                                                               | 55                                                                               | 82                                                                               | 16e                                                                              | –                                                                                | 2e ronde                                                                         | – |
| 2007/08                                                                          | Eerste divisie                                                                   | 38                                                                               | 11                                                                               | 14                                                                               | 13                                                                               | 47                                                                               | 56                                                                               | 55                                                                               | 13e                                                                              | –                                                                                | 3e ronde                                                                         | – |
| 2008/09                                                                          | Eerste divisie                                                                   | 38                                                                               | 8                                                                                | 6                                                                                | 24                                                                               | 30                                                                               | 50                                                                               | 65                                                                               | 20e                                                                              | –                                                                                | 3e ronde                                                                         | – |
| 2009/10                                                                          | Eerste divisie                                                                   | 36                                                                               | 11                                                                               | 7                                                                                | 18                                                                               | 40                                                                               | 40                                                                               | 65                                                                               | 14e                                                                              | –                                                                                | 2e ronde                                                                         | – |
| 2010/11                                                                          | Eerste divisie                                                                   | 34                                                                               | 8                                                                                | 7                                                                                | 19                                                                               | 25*                                                                              | 46                                                                               | 84                                                                               | 18e                                                                              | –                                                                                | 3e ronde                                                                         | Naamsverandering naar Almere City FC *Almere City FC heeft zes punten in mindering gekregen                       |
| 2011/12                                                                          | Eerste divisie                                                                   | 34                                                                               | 11                                                                               | 7                                                                                | 16                                                                               | 40                                                                               | 52                                                                               | 62                                                                               | 13e                                                                              | –                                                                                | 3e ronde                                                                         | – |
| 2012/13                                                                          | Eerste divisie                                                                   | 30                                                                               | 10                                                                               | 1                                                                                | 19                                                                               | 31                                                                               | 41                                                                               | 67                                                                               | 13e                                                                              | –                                                                                | 2e ronde                                                                         | – |
| 2013/14                                                                          | Eerste divisie                                                                   | 38                                                                               | 11                                                                               | 8                                                                                | 19                                                                               | 41                                                                               | 49                                                                               | 65                                                                               | 18e                                                                              | –                                                                                | 2e ronde                                                                         | – |
| 2014/15                                                                          | Eerste divisie                                                                   | 38                                                                               | 13                                                                               | 9                                                                                | 16                                                                               | 48                                                                               | 64                                                                               | 63                                                                               | 10e                                                                              | Nacompetitie                                                                     | 3e ronde                                                                         | Promotiewedstrijden tegen De Graafschap (1–1 & 1–2)                                                               |
| 2015/16                                                                          | Eerste divisie                                                                   | 36                                                                               | 14                                                                               | 8                                                                                | 14                                                                               | 50                                                                               | 68                                                                               | 66                                                                               | 8e                                                                               | Nacompetitie                                                                     | 3e ronde                                                                         | Promotiewedstrijden tegen FC Emmen (4–1 & 4–1) en Willem II (0–1 & 2–5)                                           |
| 2016/17                                                                          | Eerste divisie                                                                   | 38                                                                               | 17                                                                               | 8                                                                                | 13                                                                               | 59                                                                               | 74                                                                               | 66                                                                               | 8e                                                                               | Nacompetitie                                                                     | 2e ronde                                                                         | Promotiewedstrijden tegen Helmond Sport (2–4 & 0–2)                                                               |
| 2017/18                                                                          | Eerste divisie                                                                   | 38                                                                               | 15                                                                               | 7                                                                                | 16                                                                               | 52                                                                               | 70                                                                               | 76                                                                               | 9e                                                                               | Nacompetitie                                                                     | 2e ronde                                                                         | Promotiewedstrijden tegen MVV Maastricht (3–1 & 3–2) en Roda JC Kerkrade (0–0 & 2–1) en De Graafschap (1–1 & 1–2) |
| 2018/19                                                                          | Eerste divisie                                                                   | 38                                                                               | 19                                                                               | 5                                                                                | 14                                                                               | 62                                                                               | 60                                                                               | 63                                                                               | 7e                                                                               | Nacompetitie                                                                     | 2e ronde                                                                         | Promotiewedstrijden tegen SC Cambuur (2–2 & 1–2)                                                                  |
| 2019/20                                                                          | Eerste divisie                                                                   | 29                                                                               | 13                                                                               | 5                                                                                | 11                                                                               | 44                                                                               | 44                                                                               | 42                                                                               | 9e                                                                               | –                                                                                | 1e ronde                                                                         | Door de coronacrisis is competitie niet afgemaakt. De tussenstand na 29 speelrondes werd de eindstand             |
| 2020/21                                                                          | Eerste divisie                                                                   | 38                                                                               | 22                                                                               | 9                                                                                | 7                                                                                | 75                                                                               | 75                                                                               | 48                                                                               | 4e                                                                               | Nacompetitie                                                                     | 2e ronde                                                                         | Promotiewedstrijd tegen N.E.C. (0–4)                                                                              |
| 2021/22                                                                          | Eerste divisie                                                                   | 38                                                                               | 11                                                                               | 8                                                                                | 19                                                                               | 41                                                                               | 57                                                                               | 69                                                                               | 14e                                                                              | –                                                                                | 1e ronde                                                                         | |
| 2022/23                                                                          | Eerste divisie                                                                   | 38                                                                               | 21                                                                               | 7                                                                                | 10                                                                               | 70                                                                               | 58                                                                               | 41                                                                               | 3e                                                                               | Nacompetitie                                                                     | 2e ronde                                                                         | Promotiewedstrijden tegen FC Eindhoven (0–1 & 3–1), VVV-Venlo (1–1 & 1–1 w.n.s.) en FC Emmen (2–0 & 1–2)          |
| 2023/24                                                                          | Eredivisie                                                                       | 34                                                                               | 7                                                                                | 13                                                                               | 14                                                                               | 34                                                                               | 33                                                                               | 59                                                                               | 13e                                                                              | –                                                                                | Achtste finale                                                                   | Almere City FC debuteert in de Eredivisie                                                                         |
| 2024/25                                                                          | Eredivisie                                                                       | 34                                                                               | 4                                                                                | 10                                                                               | 20                                                                               | 22                                                                               | 23                                                                               | 64                                                                               | 18e                                                                              | –                                                                                | 1e ronde                                                                         | Rechtstreekse degradatie                                                                                          |

### Records en statistieken
- Grootste overwinning: OJC Rosmalen – Almere City FC: 1–8 (31 oktober 2023)
- Grootste nederlaag: Sparta Rotterdam – Almere City FC: 12–1 (20 augustus 2010)
- Meeste doelpunten voor: 75 (Eerste divisie, 2020/21)
- Minste doelpunten voor: 33 (Eredivisie, 2023/24)
- Meeste doelpunten tegen: 87 (Eerste divisie, 2005/06)
- Minste doelpunten tegen: 41 (Eerste divisie, 2022/23)

### Bekende en prominente (oud-)spelers
- Soufyan Ahannach
- Nordin Amrabat
- Yannis Anastasiou
- Sjoerd Ars
- Oussama Assaidi
- Joey van den Berg
- Erixon Danso
- David Depetris
- Sander Duits
- Danny Holla
- Vincent Janssen
- Peer Koopmeiners
- Jeremain Lens
- Hedwiges Maduro
- Dion Malone
- Danny Post
- Pablo Rosario
- Mikhail Rosheuvel
- Genaro Snijders
- Ismo Vorstermans
- Wamberto
- Género Zeefuik
- Jurgen Ekkelenkamp
- Sergiño Dest

### Topscorers
- 2005/06:  Sjoerd Ars (17)
- 2006/07:  Nordin Amrabat (14)
- 2007/08:  Sander Duits (12)
- 2008/09:  Género Zeefuik (8)
- 2009/10:  Robbie Haemhouts (9)
- 2010/11:  Karim Fachtali (11)
- 2011/12:  Mikhail Rosheuvel (8)
0000000  Thijs Sluijter (8)
- 2012/13:  Fabian Serrarens (9)
- 2013/14:  Charles Dissels (11)
- 2014/15:  Vincent Janssen (19)
- 2015/16:  Ricardo Kip (15)
- 2016/17:  Soufyan Ahannach (18)
- 2017/18:  Arsenio Valpoort (16)
- 2018/19:  James Efmorfidis (9)
- 2019/20:  Thomas Verheydt (10)
- 2020/21:  Thomas Verheydt (20)
- 2021/22:  Lance Duijvestijn (12)
- 2022/23:  Jeredy Hilterman (15)
- 2023/24:  Thomas Robinet (11)
- 2024/25:  Junior Kadile (5)

### Trainers
- 2005–2007:  Jan Schulting
- 2007–2009:  Peter Boeve
- 0000–2009:  Edwin van Ankeren (a.i.)
- 2009–2011:  Henk Wisman
- 2011–2012:  Dick de Boer
- 0000–2012:  Edwin van Ankeren (a.i.)
- 2012–2015:  Fred Grim
- 2015–0000:  Maarten Stekelenburg
- 0000–2015:  Marco Heering (a.i.)
- 2016–2018:  Jack de Gier
- 2018–2019:  Michele Santoni
- 0000–2019:  Ole Tobiasen (a.i.)
- 2019–0000:  Robert Molenaar
- 2019–2021:  Ole Tobiasen
- 0000–2021:  Jeroen Rijsdijk (a.i.)
- 0000–2021:  Gertjan Verbeek
- 2022–2024:  Alex Pastoor
- 2024–0000:  Hedwiges Maduro
- 0000–2024:  Anoush Dastgir (a.i.)
- 2025–0000:  Jeroen Rijsdijk